# Saint-Mitre-les-Remparts
 Saint-Mitre-les-Remparts  es una comuna y población de Francia, en la región de Provenza-Alpes-Costa Azul, departamento de Bocas del Ródano, en el distrito de Istres y cantón de Istres Sud.
Su población en el censo de 1999 era de 5.458 habitantes.
Está integrada en la Communauté d'agglomeration de l'Ouest de l'Étang de Berre.

## Demografía
| 1 029 | 1 411 | 3 327 | 4 297 | 5 139 | 5 458 |
| Para los censos de 1962 a 1999 la población legal corresponde a la población sin duplicidades (Fuente: INSEE [Consultar]) |       |       |       |       |       |

- Datos: Q640845
- Multimedia: Saint-Mitre-les-Remparts / Q640845

1. ↑  Worldpostalcodes.org, código postal n.º 13920.
2. ↑  INSEE, Datos de población para el año 2012 de Saint-Mitre-les-Remparts (en francés).